# Doppel-Hashing
Beim Doppelstreuwertverfahren oder Doppel-Hashing (englisch double hashing) handelt es sich um eine Methode zur Realisierung eines geschlossenen Hash-Verfahrens.
In geschlossenen Hash-Verfahren wird versucht, Überläufer in der Hash-Tabelle unterzubringen, anstatt sie innerhalb der Zelle (z. B. als Liste) zu speichern. (Offene Hash-Verfahren können Einträge doppelt belegen und benötigen daher keine Sondierung.)
Achtung: Wie es im Artikel Hashtabelle unter „Varianten des Hashverfahrens“ steht, werden die Bezeichnungen „offenes“ bzw. „geschlossenes Hashing“ auch in genau umgekehrter Bedeutung verwendet.
Um dies umzusetzen, verwendet man beim Doppel-Hashing eine Sondierungsfunktion, die eine sekundäre Hash-Funktion beinhaltet, z. B. {\displaystyle \;s(j,k):=j\cdot h'(k)}, und die angewendet wird, falls der durch die primäre Hash-Funktion {\displaystyle \;h(k)} berechnete Index bereits besetzt ist.
Die vollständige Hash-Funktion lautet dann: {\displaystyle \;h(k)-s(j,k)}, wobei j die Anzahl bereits „ausprobierter“ Indizes ist, d. h., dass j jedes Mal um 1 erhöht wird, wenn ein Index bereits belegt ist.
Die Sondierungsfunktion {\displaystyle \;s(j,k)} soll dabei eine Permutation der Indizes der Hash-Tabelle bilden.
Die Folge von Hash-Funktionen, die nun mittels {\displaystyle h} und {\displaystyle h'} gebildet werden, sieht so aus:
{\displaystyle h_{j}(k)=(h(k)+h'(k)\cdot j)~{\bmod {~}}m}
Die Kosten für diese Methode sind nahe den Kosten für ein ideales Hashing.

## Unabhängigkeit der Hashfunktionen
Beim Doppel-Hashing werden zwei unabhängige Hash-Funktionen {\displaystyle h} und {\displaystyle h'} angewandt. Diese heißen unabhängig, wenn die Wahrscheinlichkeit für eine sogenannte Doppelkollision, d. h. {\displaystyle h(k)=h(y)\land h'(k)=h'(y)}, kleiner gleich {\displaystyle 1/m^{2}} und damit minimal ist, wobei {\displaystyle m} die Größe des Arrays ist.

## Beispiele

### Beispielfunktionen
Größe des Arrays: m
Indizes: {0; m-1}
Primäre Hash-Funktion: {\displaystyle h(k):=k\;{\bmod {\;}}m}  (Divisions-Rest-Methode)
Sekundäre Hash-Funktion: {\displaystyle \;h'(k):=k\;{\bmod {\;}}(m-2)+1}
Sondierungsfunktion: {\displaystyle \;s(j,k):=j\cdot (k\;{\bmod {\;}}(m-2)+1)}
Vollständige Doppel-Hash-Funktion: {\displaystyle \;h_{j}(k):=(k\;{\bmod {\;}}m+j\cdot (k\;{\bmod {\;}}(m-2)+1)){\bmod {m}}}

### Berechnungsbeispiel
Größe des Arrays: m = 7
Hashfunktionen
{\displaystyle h(k):=k\;{\bmod {\;}}7}
{\displaystyle h'(k):=k\;{\bmod {\;}}5+1}
Sondierungsfunktion
{\displaystyle h_{j}(k):=(h(k)+j\cdot h'(k))\;{\bmod {\;}}m}
Hashtabelle:
| k  | 10 | 19 | 31 | 22 | 14 | 16 |
| -- | -- | -- | -- | -- | -- | -- |
| h  | 3  | 5  | 3  | 1  | 0  | 2  |
| h' | 1  | 5  | 2  | 3  | 5  | 2  |

Das mit Hilfe von Hashtabelle und Sondierungsfunktion gefüllte Array:
| 0  | 1  | 2  | 3  | 4 | 5  | 6  |
| -- | -- | -- | -- | - | -- | -- |
| 31 | 22 | 16 | 10 | - | 19 | 14 |

Erklärung am Beispiel {\displaystyle k=31}:
{\displaystyle k=10} sowie {\displaystyle k=19} erzeugen keine Kollision und benötigen deshalb nicht die Doppel-Hash-Funktion {\displaystyle h_{j}}. Der Index der Hash-Funktion {\displaystyle h} kann hier abgelesen werden. {\displaystyle k=31} erzeugt eine Kollision im Array an der Stelle {\displaystyle 3} , weshalb man nun die Doppel-Hash-Funktion {\displaystyle h_{j}} mit {\displaystyle j=1}:
{\displaystyle h_{1}(31)=(h(31)+1\cdot h'(31))\;{\bmod {\;}}7\equiv (3+1\cdot 2)\;{\bmod {\;}}7\equiv 5\;{\bmod {\;}}7\equiv 5}
Die Stelle {\displaystyle 5} erzeugt wieder eine Kollision, weshalb {\displaystyle h_{j}} nun mit {\displaystyle j=2} aufgerufen wird:
{\displaystyle h_{2}(31)=(h(31)+2\cdot h'(31))\;{\bmod {\;}}7\equiv (3+2\cdot 2)\;{\bmod {\;}}7\equiv 7\;{\bmod {\;}}7\equiv 0}
Die Stelle {\displaystyle 0} ist frei und erhält somit den Inhalt {\displaystyle 31}.